# Heure japonaise traditionnelle
Dans le Japon ancien, on désignait le temps et les directions par les douze animaux des signes de l'astrologie chinoise. La journée japonaise était divisée en douze heures doubles, division temporaire qui valait à peu près deux de nos heures actuelles. Comme nos anciennes heures inégales, leur durée variait légèrement selon les saisons. On retrouve l’utilisation de ces heures dans de nombreux livres sur le Japon ancien.
- heure du Rat (子の刻, ne no koku?) : 0 h (de 23 h à 1 h).
- heure du Bœuf (丑の刻, ushi no koku?) : 2 h (de 1 h à 3 h).
- heure du Tigre (寅の刻, tora no koku?) : 4 h (de 3 h à 5 h).
- heure du Lièvre (卯の刻, u no koku?) : 6 h (de 5 h à 7 h).
- heure du Dragon (辰の刻, tatsu no koku?) : 8 h (de 7 h à 9 h).
- heure du Serpent (巳の刻, mi no koku?) : 10 h (de 9 h à 11 h).
- heure du Cheval (午の刻, uma no koku?) : 12 h (de 11 h à 13 h).
- heure du Mouton (未の刻, hitsuji no koku?) : 14 h (de 13 h à 15 h).
- heure du Singe (申の刻, saru no koku?) : 16 h (de 15 h à 17 h).
- heure du Coq (酉の刻, tori no koku?) : 18 h (de 17 h à 19 h).
- heure du Chien (戌の刻, inu no koku?) : 20 h (de 19 h à 21 h).
- heure du Sanglier (亥の刻, i no koku?) : 22 h (de 21 h à 23 h).